# Ceriagrion glabrum
Ceriagrion glabrum са вид насекоми от семейство Ценагриониди (Coenagrionidae).

## Разпространение
Те са водни кончета, разпространени в по-голямата част от Африка, главно край постоянни или временни сладководни водоеми.

## Описание
Мъжките са с оранжева и зелена окраска, а цветът на женските се изменя с възрастта от светлокафяв към тъмнокафяв.